# Joseph Szigeti
Joseph Szigeti (mađarski: Szigeti József, Budimpešta 5. rujna 1892. – Luzern, 19. veljače 1973.) bio je mađarski violinist.
Rođen je u glazbenoj obitelji. Rano je djetinjstvo proveo u malom gradu u Transilvaniji. Brzo se pokazao kao čudo od djeteta na violini i preselio se s ocem u Budimpeštu na studij kod poznatog glazbenoga pedagoga  Hubaya. Po završetku studija kod Hubaya u ranim tinejdžerskim godinama, Szigeti je započeo svoju međunarodnu koncertnu karijeru. Njegovi nastupi u to vrijeme bili su prvenstveno ograničeni na salonske recitale i otvoreniji virtuozni repertoar. Međutim, nakon poznanstva s pijanistom Ferruccijem Busonijem, počeo je razvijati mnogo zamišljeniji i intelektualniji pristup glazbi, koja mu je na kraju donijela nadimak "znanstveni virtuoz".
Nakon napada tuberkuloze koji je zahtijevao boravak u sanatoriju u Švicarskoj, Szigeti se nastanio u Ženevi, gdje je 1917. postao profesor violine na lokalnom konzervatoriju. U Ženevi je upoznao svoju buduću suprugu Wandu Ostrowsku (1895. – 1969.) i otprilike u isto vrijeme se sprijateljio sa skladateljem Bélom Bartókom. Oba su odnosa bila doživotna.
Od 1920-ih do 1960-ih, Szigeti je redovito nastupao diljem svijeta i opsežno snimao. Također se istaknuo kao snažan zagovornik nove glazbe, a posvetio se mnogim novim djelima suvremenih skladatelja. Među najupečatljivijim djelima napisanim za njega su: Koncert za violinu Ernesta Blocha, Bartókova rapsodija br. 1 i solo sonata Eugène Ysaÿea br. 1. 
u dobi od 80 godina. Szigeti je svoje posljednje počivalište pronašao uz svoju suprugu Wandu na groblju Clarens-Montreux. Samo nekoliko metara od groba pokopani su njihova kći Irene (1920. – 2005.) i zet Nikita Magaloff (1912. – 1992.), svjetski poznati pijanist gruzijsko-ruskog podrijetla.